# Anthony Carlisle
Sir Anthony Carlisle, född 15 februari 1768 i Stillington, County Durham, England, död 2 november 1840 i London, var en engelsk kirurg. Han var 1808–24 professor i anatomi vid Royal Academy i London och därefter överkirurg vid Westminster Hospital där. I samarbete med William Nicholson gjorde han 1800 den viktiga upptäckten av elektrolytisk sönderdelning av vatten i väte och syre.

## Biografi
Carlisle var tredje sonen till Thomas Carlisle och hans första hustru, och halvbror till Nicholas Carlisle. Han var läkaraspirant hos läkare i York och Durham, som hans farbror Anthony Hubback och William Green. Han studerade senare i London med John Hunter som handledare. År 1793 utnämndes han till kirurg vid Westminster Hospital 1793 och stannade där i 47 år. Han studerade också konst vid Royal Academy.
År 1800 upptäckte han och William Nicholson elektrolys genom att sända en likström genom vatten och sönderdela detta i dess beståndsdelar av väte och syre.
Carlisle valdes till ledamot av Royal Society 1804 och var professor i anatomi i organisationen från 1808 till 1824.
År 1815 invaldes han till kirurghögskolans råd och var under många år intendent för dess Hunterian Museum. Han var ordförande för föreningen, dåvarande Royal College of Surgeons, 1828 och 1839. Han gav två gånger deras Hunterianoration, men orsakade bestörtning då han vid sin oration 1826 tog tillfället till att tala om ostron vilket gav honom epitetet Herrn Anthony Oyster. Han höll också deras Croonian Lecture 1804, 1805 och 1807 och han var livmedicus (1820-1830) till kung George IV, genom vilken han adlades den 24 juli 1821.
Det är möjligt att han kan ha varit författare till The Horrors of Oakendale Abbey, en gotisk roman publicerad anonymt 1797 och tillskriven en "Mrs Carver". Namnet "Carver" kan vara en referens till Carlisles yrke. Namnet Carlisle nämns även i själva boken.